# 杜安·斯旺森
杜安·亚历山大·斯旺森（英語：Duane Alexander Swanson，1913年8月23日—2000年9月13日），美国篮球运动员，曾代表美国参加1936年夏季奥运会男子篮球比赛，并获得金牌。
他还为南加州大学打过大学篮球。